# Pterobryopsis divergens
Pterobryopsis divergens är en bladmossart som beskrevs av Noguchi 1965. Pterobryopsis divergens ingår i släktet Pterobryopsis och familjen Pterobryaceae. Inga underarter finns listade i Catalogue of Life.